# Fox Networks Group
Fox Networks Group (FNG) является дочерней компанией Disney International Operations. Начиная с 1993 года компания развивает, создает и распространяет развлекательные, документальные, спортивные и фильмовые каналы в странах Европы, Африки, Латинской Америки и Азии. В портфолио компании входят такие известные телебренды, как Fox, Fox Life, Fox Crime, FX, National Geographic Channel, National Geographic Wild, The History Channel, Baby TV и другие. 
Компания начала дистрибуцию телеканалов Fox Life HD, Next HD, National Geographic Channel HD y Fox Mobile в формате HD и для мобильных телефонов. 
Аудитория каналов Fox International Channels составляет более 350 миллионов домохозяйств во всем мире.

## Каналы

### Россия (1997—2022) и страны Прибалтики
- Fox (начало вещания — 5 марта 2008)
- Fox HD (начало вещания — 1 октября 2012)
- Fox Life (начало вещания — 15 апреля 2008)
- Fox Life HD (начало вещания — февраль 2011)
- Fox Kextus (ранее — Кехтус-ТВ, начало вещания — 1 июля 1997)
- National Geographic Channel
- National Geographic Channel HD
- Nat Geo Wild
- Nat Geo Wild HD
- Baby TV